# Рузський Микола Володимирович
Рузський Микола Володимирович (рос. Рузский Николай Владимирович) (6 (18) березня 1854 — 1 листопада 1918) — російський воєначальник часів Російської імперії. Генерал-ад'ютант (1914), генерал від інфантерії (1909), член Воєнної (з 1909) та Державної ради (з 1915). Учасник російсько-турецької, російсько-японської та Першої світової війни. Під час Великої війни командувач арміями, а потім головнокомандувач арміями Північно-Західного та Північного фронтів. Активно підтримував Лютневу революцію, виступив за зречення Миколи II. Убитий більшовиками як заручник.

## Біографія
Військова кар'єра
- 17 липня 1872 — підпрапорщик
- 11 серпня 1873 — прапорщик
- 30 серпня 1875 — підпоручник
- 27 березня 1877 — поручник
- 16 квітня 1878 — штабскапітан
- 5 грудня 1881 — капітан
- 28 березня 1882 — підполковник
- 24 березня 1885 — полковник
- 13 грудня 1896 — генерал-майор
- 6 квітня 1903 — генерал-лейтенант
- 29 березня 1909 — генерал від інфантерії
- 22 вересня 1914 — генерал-ад'ютант

Рузський Микола Володимирович народився у родині дворян Калузької губернії. У ранньому віці втратив батька і був узятий під заступництво Московської опікунської ради. У 1865 році вступив до першої петербурзької військової гімназії, яку закінчив у 1870 році. Закінчив Костянтинівське військове училище у 1872 році.
Військову службу розпочав у лейбгвардії Гренадерському полку. Разом з ним служили майбутній військовий міністр О. А. Поліванов (1915—1916) і генерал В. В. Сахаров (помічник Августейшого Головнокомандувача арміями Румунського фронту в Першу світову війну). Брав участь у російсько-турецькій війні 1877—1878 років, командував ротою. При взятті фортеці Гірського Дубняка був поранений. За відвагу та мужність був нагороджений орденом Святої Анни 4-го ступеня з написом «За хоробрість».
1881 року закінчив Миколаївську Академію Генерального штабу. Під час навчання серед його викладачів в Академії були майбутні генерали О. Ф. Редігер, О. М. Куропаткін, В. О. Сухомлинов під керівництвом генерала М. І. Драгомирова. З 5 грудня 1881 року, після випуску з Академії, помічник старшого ад'ютанта штабу Казанського військового округу.
У травні — жовтні 1881 року командував батальйоном 131-го піхотного Тираспольського полку. З 26 листопада 1887 року начальник штабу 11-ї кавалерійської дивізії, з 19 березня 1891 року — начальник штабу 32-ї піхотної дивізії. 23 липня 1896 року призначений командиром 151-го піхотного П'ятигорського полку. З 13 грудня 1896 року окружний генерал-квартирмейстер штабу Київського військового округу. З 10 квітня 1904 року — начальник штабу Віленського військового округу.
У ході російсько-японської війни 1904—1905 років був начальником штабу 2-ї Маньчжурської армії. Брав участь у битві при Сандепі та в Мукденській битві.
З 6 жовтня 1906 року — командир 21-го армійського корпусу. Відрахований від командування через слабке здоров'я.
7 лютого 1912 року знову призначений на посаду помічника командувача військ Київського військового округу — за наявним планом у разі війни з Німеччиною та Австро-Угорщиною командувач військ округу генерал М. І. Іванов призначався головнокомандувачем військами Південно-Західного фронту, а Рузський — командувачем армії, сформованої на базі Київського військового округу.

### Перша світова війна
З 19 липня по 3 вересня 1914 командував 3-ю армією. За взяття Львова нагороджений орденом Святого Георгія 4-го та 3-го ступеня. За Галицьку битву нагороджений орденом Святого Георгія 2-го ступеня. Набув слави «завойовника Галичини» і гучної слави в громадських, у тому числі опозиційних колах.
З 3 вересня 1914 року — головнокомандувач арміями Північно-Західного Фронту. Під його командуванням війська фронту билися у Варшавсько-Івангородській, Лодзінській (під час якої, попри досягнутий успіх 1-ї та 10-ї армій Рузський віддав наказ про відступ, через що оточена група німецьких військ генерала Р. Шеффер-Бойделя змогла вирватися з оточення) та Августовській операціях (в останній саме його дії стали причиною катастрофи 10-ї армії). Як воєначальник мав звичку звинувачувати підлеглих у своїх невдачах, зокрема, добився усунення командувачів арміями — П. К. Ренненкампфа та С. М. Шейдемана на нараді Ставки, тим самим виправдовуючи свій наказ про згортання наступу військ його фронту. 13 березня 1915 року Рузський захворів і залишив фронт, здавши командування генералу М. В. Алексєєву.
17 березня 1915 року був призначений членом Державної, а 20 травня 1915 року також Воєнної рад. Повернувся на вищий командний пост завдяки особистому рішенню імператора Миколи II, попри його недоліки, як воєначальника, що раніше проявилися.
З 30 червня — командувач 6-ї армії. З 18 серпня 1915 року — головнокомандувач арміями Північного фронту. У грудні 1915 року Рузький захворів і 6 грудня здав командування фронтом. 1 серпня 1916 року повернувся на посаду головнокомандувача арміями Північного фронту. На посаді головкому військами фронту відрізнявся обережністю та уникав рішучих дій та великих військових операцій.
Керував невдалим наступом Північного фронту у липні 1917 року.

### Зречення Миколи II
Зіграв визначну роль у зреченні Миколи II. За спогадами графа Фредерікса, присутнього при зреченні російського імператора, зі слів графині М. Е. Клейнміхель, генерал Рузський нібито грубим тиском змусив царя, що коливався, підписати заготовлене зречення від престолу.
Після Лютневої революції активно виступав за підтримку дисципліни в армії, внаслідок чого мав значні розбіжності з позицією військового міністра О. І. Гучкова.
25 квітня (8 травня) 1917 року головнокомандувач арміями Північного фронту, член Державної та Воєнної рад, генерал від інфантерії Рузський Микола Володимирович звільнений у відставку і виїхав до Кисловодська.

### Після Жовтневого перевороту
11 вересня 1918 року відставний генерал Рузський М. В. був заарештований в Єсентуках червоними. Відмовився очолити частини Червоної армії, посилаючись на неприйняття війни «росіян з росіянами». За даними білогвардійської комісії з розслідування злочинів більшовиків, 19 жовтня 1918 (1 листопада за новим стилем) на П'ятигорському цвинтарі був зарубаний кинджалом чекістом Г. О. Атарбековим, разом з іншими заручниками.